# Húsafelli (berg i Färöarna, Eysturoya sýsla)
Húsafelli är ett berg i Färöarna (Kungariket Danmark).   Det ligger i sýslan Eysturoya sýsla, i den norra delen av landet, 27 km norr om huvudstaden Tórshavn. Toppen på Húsafelli är 626 meter över havet, eller 274 meter över den omgivande terrängen. Bredden vid basen är 3,6 km. Húsafelli ligger på ön Eysturoy.
Terrängen runt Húsafelli är kuperad. Havet är nära Húsafelli åt nordost. Runt Húsafelli är det ganska glesbefolkat, med 34 invånare per kvadratkilometer. Närmaste större samhälle är Klaksvík, 10,9 km öster om Húsafelli. 